# Хубутия, Акакий Онисеевич
Ака́кий Онисеевич Хубу́тия (груз. აკაკი ხუბუტია; род. 17 марта 1986, Сухуми) — грузинский футболист, защитник

## Карьера

### Клубная карьера

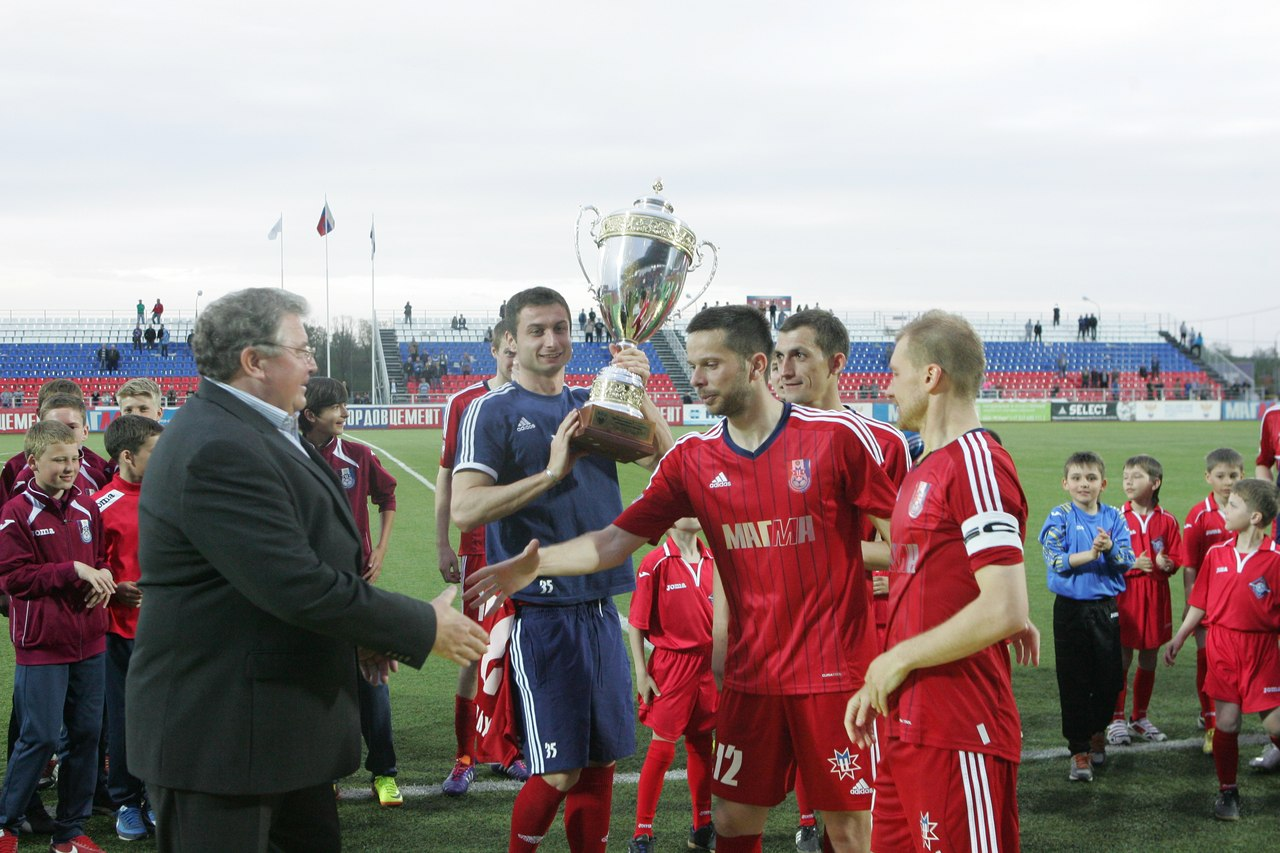
Хубутия победитель ФНЛ

Профессиональную карьеру начал в 2004 году в белорусской команде «Звезда-БГУ». В этом же году перешёл в литовский «Каунас». В 2005 и 2006 годах отдавался в аренды в литовские клубы «Шилуте» и «Вильнюс». В 2009 году покинул «Каунас» и пополнил состав румынского «Газ Метана». В его составе принял участие в трёх квалификационных матчах Лиги Европы сезона 2011/12. В 2011 году на правах аренды перешёл в турецкий клуб «Самсунспор». Зимой 2013 года Акакий принял участие в кипрском и турецком сборах саранской «Мордовии», а 20 февраля заключил с российской командой контракт на полтора года.

### Международная карьера
В период с 2002 по 2004 год привлекался в юношеские сборные Грузии до 17 и до 19 лет. С 2004 по 2007 год выступал за молодёжную сборную Грузии, а с 2010 года являлся игроком первой сборной Грузии.

## Достижения
Каунас
- Обладатель Кубка Литвы: 2007/08
- Победитель Балтийской лиги: 2008

Мордовия
- Победитель ФНЛ: 2013/14